# Johannes Raumannus
Johannes Svenonis Raumannus, född omkring 1570 i eller vid Raumo i Finland, död 3 mars 1614, var en svensk präst och universitetslärare.

## Biografi
Johannes Raumannus kom från Raumo, liksom hans samtida, kontraktsprosten Stephanus Erici Jungo.
Raumannus studerade i Wittenberg och promoverades där 1597 till filosofie magister med första hedersrummet. År 1597 eller 1598 utnämndes han till professor i matematik vid Uppsala universitet och blev 1600 tredje teologie professor, men reste redan 1601 utrikes för att fortsätta sina studier och blev 1604 teologie doktor i Marburg; i ett brev från 1613 berömmer han sig av att vara den förste och allt ditintills ende svensk, som efter reformationen innehade denna värdighet.
Raumannus, som 1604 blivit pastor primarius i Stockholm, förordnades i november 1610 av Karl IX till "tillsynesman och överste läsemästare" vid universitetet i Uppsala, en permanent rektorsbefattning, som även innefattade en prokanslers åligganden jämte undervisningsskyldighet såsom professor primarius. Avsikten med denna åtgärd, som var att åstadkomma en fast ledning av den genom striderna mellan Johannes Messenius och Johannes Rudbeckius halvt upprivna akademien, vanns inte, då Raumannus, som verkat ha varit en fåfäng och häftig man, helt och hållet tog parti för Messenius.
Gustav II Adolf ingrep därför och förordnade i november 1612, att rektoratet skulle årligen omväxla; Raumannus avgick alltså som rektor i februari 1613. Då striden på våren samma år nådde sin höjdpunkt, understödde han fortfarande Messenius. Över den därpå följande nyordningen av akademiens förhållanden, som medförde minskning av hans dittills mycket ansenliga inkomster och kom honom att känna sig förbisedd, klagade han bittert. Som förste teologie professor föreläste han bland annat nytestamentlig exegetik, i vilket ämne egenhändiga anteckningar av honom finns bevarade.